# Neocromna hastifera
Neocromna hastifera är en insektsart som först beskrevs av Walker 1870.  Neocromna hastifera ingår i släktet Neocromna och familjen Flatidae. Inga underarter finns listade i Catalogue of Life.